# Olimpiadi italiane della matematica
Le Olimpiadi italiane della matematica sono una competizione annuale che ruota intorno a sei problemi matematici, per un punteggio massimo di sette punti ciascuno, quindi del valore totale massimo di quarantadue punti per quanto riguarda le gare singole. 
Riguardo alle gare a squadre (sette membri), la competizione si basa sulla risoluzione di sedici (semifinali nazionali) o ventuno (finali nazionali) problemi, di punteggio variabile.

## Organizzazione
La competizione è organizzata in Italia dall'Unione matematica italiana, per incarico del Ministero dell'università e della ricerca scientifica e con la collaborazione della Scuola normale superiore di Pisa, per gli studenti delle scuole superiori, dell'età massima di 20 anni, dal 1984.
L'Unione matematica italiana, per incarico del Ministero dell'istruzione e del merito e con la collaborazione della Scuola normale superiore di Pisa, organizza ogni anno le varie fasi preparatorie, valendosi di una propria commissione e coinvolgendo centinaia di docenti delle scuole italiane.
Questi test, su base volontaria, curano localmente la partecipazione degli studenti che, nella prima gara nazionale, ammontano a circa 200 000, provenendo da 1 500 istituti superiori. La fase finale si tiene generalmente a Cesenatico nel mese di maggio.

Tra i vincitori delle Olimpiadi della matematica vengono selezionati sei studenti che parteciperanno alla competizione di livello superiore, nota come International Mathematical Olympiad. Inoltre, vengono selezionati anche gli studenti italiani che parteciperanno ad altre gare internazionali, quali le Balkan (Balkan Mathematical Olympiad), le Romanian (Romanian Master of Mathematics) e le European Girls' Mathematical Olympiad (EGMO).
Oltre alla gara individuale, a Cesenatico si svolge dal 2005 anche la gara a squadre, che vede impegnate squadre composte da sette studenti con un capitano e un consegnatore. La gara a squadre si svolge su ventiquattro problemi che trattano di geometria, teoria dei numeri, algebra e combinatoria, di difficoltà crescente. Nella gara a squadre c'è la possibilità di scegliere un problema jolly dal punteggio doppio. Le Olimpiadi della Matematica gara individuale e gara a squadre fanno parte delle competizioni valide per la valorizzazione delle eccellenze e i nominativi dei vincitori sono pubblicati annualmente nell'Albo Nazionale per le Eccellenze tenuto dal Ministero dell'istruzione, dell'università e della ricerca.

## Storia
Le Olimpiadi internazionali della matematica (IMO) si svolsero per la prima volta nel 1959 in Romania. Erano dirette inizialmente solo ai ragazzi delle nazioni appartenenti al Patto di Varsavia. I Paesi del blocco dei Paesi dell'Est europeo furono i primi a sentire l'esigenza di sviluppare competenze elevate anche nelle scuole superiori in materie come matematica, fisica e chimica, anche per motivi storici e politici: erano gli anni della corsa allo spazio fra URSS e USA e della guerra fredda, che si combatteva anche a colpi di propaganda.
Venne usato il nome "Olimpiadi" per dare un'idea di internazionalizzazione, poiché l'organizzazione di una gara era un progetto scolastico ambizioso, anche se inizialmente i partecipanti appartenevano esclusivamente ai Paesi del Patto di Varsavia (persino l'Urss non partecipò alle prime edizioni). La seconda idea fondante della manifestazione era costruire un'amicizia fra i ragazzi di questi Paesi che erano comunque divisi dalla barriera linguistica.
Il clamoroso successo delle Olimpiadi Internazionali della Matematica portò gli Stati Uniti a riconsiderare i loro programmi scolastici con la Riforma dello Sputnik per dare maggiore spazio a materie come matematica e fisica e colmare il gap educativo che si stava rapidamente formando con gli studenti del Patto di Varsavia.
Dal 1967 vennero invitate altre nazioni, fra cui l'Italia, che dopo vari tentennamenti partecipò stabilmente a ogni edizione dal 1985; l'organizzazione venne affidata alla Scuola Normale Superiore di Pisa. Per fare un confronto, la prima partecipazione degli Usa avvenne solo nel 1974.
La manifestazione cominciò ad avere una tale importanza propagandistica che il "perfect score" ovvero il massimo punteggio ottenibile da tutti gli appartenenti alla squadra che il team Usa ottenne nel 1994, venne festeggiato con articoli su Time Magazine e sul New York Times.
Per selezionare la rappresentativa italiana alle IMO vennero organizzate le Gare nazionali, che per le prime 4 edizioni si svolsero a Viareggio, poi dal 1989 a Cesenatico nella prima settimana di maggio di ogni anno. Dal 1997 l'organizzazione è passata all'Unione Matematica Italiana (UMI).
In un primo momento i vincitori delle gare Nazionali passavano direttamente alla fase successiva delle IMO, poi per definire i partecipanti vennero introdotti altri meccanismi quali la partecipazione a settimane di allenamento successive alle Fasi nazionali. Inizialmente fu istituito uno stage di una settimana a fine maggio, dopo la gara nazionale (Stage Pre-IMO). Attualmente oltre allo stage Pre-IMO ne vengono organizzati ogni anno altri due, detti Stage Senior e Winter Camp, che si svolgono a Pisa alla fine di agosto e l'ultima settimana di gennaio.

## Articolazione dei livelli
La competizione è articolata su tre livelli; si accede alla fase successiva della competizione se si rientra nell'elenco dei selezionati per merito.

### Primo livello: Giochi di Archimede
I Giochi di Archimede si svolgono in genere negli ultimi giorni di novembre nelle scuole superiori che si iscrivono alla competizione (tutti gli istituti vengono contattati da parte degli organizzatori) e sono aperti a tutti gli studenti, indipendentemente dalla classe frequentata, con l'unica limitazione di non compiere 20 anni durante l'anno scolastico in corso. Partecipano in media 300 000 studenti che afferiscono a circa 1 500 scuole superiori, distinti in due fasce: "biennio" e "triennio". Questa fase prevede sedici domande a risposta multipla per i partecipanti che frequentano i primi due anni di scuole superiori, venti per coloro che frequentano gli ultimi tre anni; per rispondere a tali domande, dovrebbero bastare le conoscenze del primo biennio unite a buone capacità logico-matematiche. I migliori studenti di ogni istituto sono selezionati, secondo criteri che variano da provincia a provincia, per la fase successiva (ad esempio, il risultato degli studenti del biennio potrebbe essere valutato con un premio del 20% nel punteggio per equipararlo a quello del risultato del triennio).

#### Gara delle classi prime
A partire dal 2013, è stata organizzata una nuova gara all'interno delle selezioni delle Olimpiadi della matematica, dedicata agli studenti delle classi prime.

### Secondo livello: Selezioni provinciali
La fase provinciale, che si svolge normalmente nel periodo di febbraio, vede coinvolti circa 10 000 studenti e consta di circa dodici domande a risposta multipla, due domande a risposta numerica e tre dimostrazioni, solitamente di algebra, geometria, combinatoria e teoria dei numeri. Le conoscenze necessarie, come per la fase scolastica, sono quelle fornite dalle scuole superiori. I criteri di ammissione alla fase nazionale sono basati sulle cosiddette quote, calcolate con l'algoritmo di Hondt: ogni provincia, in base al numero delle scuole partecipanti e ai propri risultati alla fase nazionale dei cinque anni precedenti, qualifica un certo numero fissato di studenti, che vengono scelti tra i primi classificati della selezione provinciale privilegiando leggermente gli studenti più giovani. Infatti ai ragazzi di prima il punteggio viene moltiplicato per 1,4, 1,3 per quelli di seconda, e così via fino ai ragazzi di quinta, il cui punteggio viene moltiplicato per 1.

### Terzo livello: finale nazionale
La finale nazionale si svolge nei primi giorni di maggio a Cesenatico e vi partecipano circa 300 studenti, ospitati da parte dell'organizzazione delle gare; ogni gruppo di studenti è accompagnato dal proprio responsabile provinciale. La competizione consta di sei esercizi dimostrativi riguardanti vari ambiti della matematica (geometria, teoria dei numeri, algebra, combinatoria) da risolversi in quattro ore e mezza utilizzando solo strumenti per scrivere e per disegnare. Ognuna delle sei dimostrazioni viene valutata da zero a sette punti; il massimo punteggio ottenibile è quindi di quarantadue.
I migliori classificati vengono premiati secondo questo criterio:
- i primi classificati, per circa 1/12 dei concorrenti (cioè circa 25 concorrenti) ricevono una medaglia d'oro
- i successivi 1/6 della classifica generale (cioè circa 50 concorrenti) ricevono una medaglia d'argento
- i successivi 1/4 della classifica generale (cioè circa 75 concorrenti, arrivando fino a metà classifica) ricevono una medaglia di bronzo
- coloro che non hanno ricevuto una medaglia ma hanno totalizzato il massimo dei punti in almeno uno dei sei problemi ricevono una menzione d'onore.

### Stage pre-olimpico
A metà maggio i migliori studenti, in genere 20-24 unità, hanno accesso ad una settimana di stage pre-olimpico, detto pre-IMO. Durante questa fase, che si è tenuta fino al 2002 a Cortona e successivamente a Pisa, viene affinata la preparazione con lezioni ed esercitazioni mirate alla risoluzione dei problemi olimpici, con lavoro sia individuale che in piccoli gruppi.
La settimana si conclude con una selezione per determinare i sei partecipanti alla fase internazionale. Questa gara, detta TST, sigla di Team Selection Test si svolge in due giornate con tre problemi da sette punti l'uno per ciascun giorno, proprio come nella gara internazionale. I sei ragazzi scelti, che avranno l'onore di rappresentare l'Italia alle IMO, sono i primi di una classifica che, fino a qualche anno fa, teneva conto dei punti totalizzati durante il TST (42 punti in palio), più metà dei punti totalizzati nella precedente finale nazionale di Cesenatico (21 punti), per un massimo di 63 punti. Successivamente, si è deciso di introdurre in questa classifica anche qualche altro parametro, come la partecipazione e i punteggi ottenuti alle rispettive prove di altri stage, come quello del settembre precedente denominato "Senior" e quello invernale denominato "Winter Camp".

### Finale internazionale
Ogni anno, nel mese di luglio, oltre 450 studenti di età compresa tra i 13 e 19 anni, provenienti da un'ottantina di Paesi, si incontrano per partecipare alle Olimpiadi internazionali della matematica. Le gare internazionali si svolgono ogni anno in una nazione differente e la formula della competizione è la stessa di quella nazionale, solo suddivisa in due giornate con tre problemi ciascuna. Partecipano alla competizione fino a sei studenti (contestants) per ognuna delle nazioni partecipanti, più di ottanta nelle ultime edizioni. Vengono assegnate medaglie d'oro, argento e bronzo e menzioni d'onore secondo le stesse fasce di punteggio della fase nazionale.

## Albo d'oro gara individuale
Il vincitore della finale nazionale di Cesenatico si può fregiare del titolo di campione italiano delle Olimpiadi di matematica. Ecco un elenco degli ultimi olimpionici:
| Anno | Risultato | Vincitore                                                                   | Città                                                   | Anno di corso |
| ---- | --------- | --------------------------------------------------------------------------- | ------------------------------------------------------- | ------------- |
| 1986 | Oro       | Emanuele Callegari                                                          | Rovigo                                                  | 5             |
| 1987 | Oro       | Massimo Gobbino                                                             | Asti                                                    | 5             |
| 1988 | Oro       | Andrea Maffei                                                               | Pisa                                                    | 4             |
| 1989 | Oro       | Carlo Mantegazza                                                            | Milano                                                  | 5             |
| 1990 | Oro       | Sergio Conti                                                                | Pisa                                                    | 5             |
| 1991 | Oro       | Emanuele Paolini                                                            | Udine                                                   | 4             |
| 1992 | Oro       | Alberto Canonaco                                                            | Crema                                                   | 5             |
| 1993 | Oro       | Davide Pagnin                                                               | Pordenone                                               | 5             |
| 1994 | Oro       | Francesco Morandin                                                          | Treviso                                                 | 5             |
| 1995 | Oro       | Saverio Trioni                                                              | Milano                                                  | 5             |
| 1996 | Oro       | Davide Gaiotto                                                              | Torino                                                  | 5             |
| 1997 | Oro       | Diego Conti                                                                 | Pisa                                                    | 5             |
| 1998 | Oro       | Gregorio Guidi                                                              | Cesena                                                  | 5             |
| 1999 | Oro       | Marcello Mamino                                                             | Asti                                                    | 5             |
| 2000 | Oro       | Dario Saccavino                                                             | Milano                                                  | 5             |
| 2001 | Oro       | Emanuele Spadaro                                                            | Catania                                                 | 4             |
| 2002 | Oro       | Emanuele Spadaro                                                            | Catania                                                 | 5             |
| 2003 | Oro       | Giulio Tiozzo                                                               | Torino                                                  | 5             |
| 2004 | Oro       | Luca Barbieri                                                               | Milano                                                  | 4             |
| 2005 | Oro       | Gabriele Negro                                                              | Udine                                                   | 5             |
| 2006 | Oro       | Simone Di Marino                                                            | Pescara                                                 | 5             |
| 2007 | Oro       | Pietro Vertechi                                                             | Roma                                                    | 3             |
| 2008 | Oro       | Andrea Fogari                                                               | Gorizia                                                 | 3             |
| 2009 | Oro       | Andrea Bianchi Luca Ghidelli                                                | Latina Bergamo                                          | 3 4           |
| 2010 | Oro       | Luca Ghidelli                                                               | Bergamo                                                 | 5             |
| 2011 | Oro       | Federico Borghese                                                           | Roma                                                    | 5             |
| 2012 | Oro       | Gioacchino Antonelli Dario Ascari Federico Glaudo Fabio Ferri Julian Demeio | Terlizzi Reggio Emilia Roma Trento Castelfidardo        | 4 3 4 5       |
| 2013 | Oro       | Federico Glaudo                                                             | Roma                                                    | 5             |
| 2014 | Oro       | Dario Ascari                                                                | Reggio Emilia                                           | 5             |
| 2015 | Oro       | Francesco Ballini                                                           | Brescia                                                 | 5             |
| 2016 | Oro       | Andrea Ulliana Federico Viola                                               | Padova Roma                                             | 4 3           |
| 2017 | Oro       | Jacopo Guoyi Chen                                                           | Roma                                                    | 5             |
| 2018 | Oro       | Andrea Ciprietti                                                            | Giulianova                                              | 5             |
| 2019 | Oro       | Massimiliano Foschi                                                         | Civitavecchia                                           | 2             |
| 2020 | Oro       | Matteo Damiano Massimiliano Foschi Leonardo Franchi Matteo Poletto          | Torino Civitavecchia Schio (VI) Bassano del Grappa (VI) | 3 3 5 4       |
| 2021 | Oro       | Matteo Damiano Massimiliano Foschi                                          | Torino Civitavecchia                                    | 4 4           |
| 2022 | Oro       | Matteo Damiano Massimiliano Foschi                                          | Torino Civitavecchia                                    | 5 5           |
| 2023 | Oro       | Luca Sartori                                                                | Bassano del Grappa (VI)                                 | 5             |
| 2024 | Oro       | Enrico Zonta Lorenzo Bastioni                                               | Bassano del Grappa (VI) Perugia                         | 5 5           |
| 2025 | Oro       | Luca Giovanni Giorgio Cavallo Perin Marcel Stologan                         | Torino Piacenza                                         | 4 3           |

## Gara a squadre
Dal 2005, accanto alla gara individuale si disputa una gara a squadre nazionale, a cui partecipano le scuole che si sono qualificate nelle gare locali che assumono nomi diversi a seconda del luogo (Disfida matematica, Coppa Galileo, Gara Colli Euganei, Coppa Ruffini, Gara a squadre di Parma - Coppa Nash, Festa della Matematica, Coppa Aurea, Coppa Pacioli, Coppa Alessandro Faedo, ecc.). Ogni squadra è composta da 7 studenti della medesima scuola che collaborano nella risoluzione di problemi matematici a risposta numerica. Uno dei componenti di ciascuna squadra ha il ruolo di capitano e un altro quello di consegnatore (colui che si reca al tavolo della giuria per consegnare le risposte). Durante la gara, della durata di 120 minuti, non si possono usare strumenti di calcolo, telefoni cellulari, libri, ma i componenti della squadra possono collaborare fra di loro. Il testo dei problemi viene consegnato ai capitani all'inizio della gara. I capitani comunicano alla commissione la scelta del problema jolly, quello che se risolto correttamente permette di ottenere un punteggio doppio ed eventuali altri bonus. La scelta del problema jolly dovrà essere effettuata entro venti minuti dall'inizio della competizione; in caso contrario il problema jolly diventerà di default il primo della lista.
Dopo la disputa delle semifinali (due fino al 2010, tre nel 2011 e 2012, quattro dal 2013) le squadre meglio classificate si giocano il titolo nazionale nella finale. Per la preparazione alla gara a squadre, dall'anno olimpico 2008-2009, esiste un sito dedicato alle simulazioni online alle quali partecipano scuole provenienti da tutta Italia. All'allenamento della gara a squadre in linea del 18 novembre 2013 hanno partecipato 265 squadre di 138 scuole superiori italiane; il record di squadre partecipanti ad uno di questi eventi on-line è stato il 13 novembre 2017, con 554 squadre. Nel 2014 per la prima volta una squadra composta quasi esclusivamente da femmine (6 su 7 partecipanti) si è aggiudicata la Coppa Faedo. Nel 2015 alla gara di selezione per la partecipazione alla finale di Cesenatico del 6/3/2015 hanno partecipato 580 squadre di scuole superiori italiane in 34 città.
 Nel 2016 alla gara di selezione per la partecipazione alla finale di Cesenatico del 4/3/2016 hanno partecipato 672 squadre di scuole superiori italiane in 35 città.
Il Liceo Copernico di Brescia ha vinto successivamente quattro edizioni, l'edizione 2012, 2013, 2014 e 2015. In seguito il Liceo Leonardo di Brescia ha vinto le edizioni 2016 e 2017 pertanto la provincia di Brescia ha vinto sei edizioni consecutive. Le edizioni 2018, 2019 e 2021 sono state vinte dal liceo Volta di Milano.
Dal 2018 è stata introdotta una gara a squadre femminile e il vincitore delle prime due edizioni è stato il liceo Golgi di Breno (BS).
La finale dell'edizione del 2020 si è disputata da remoto a causa della pandemia di COVID-19: ogni squadra è stata sorvegliata da un commissario e tramite webcam; ha vinto questa edizione il Liceo J. Da Ponte e di Bassano del Grappa, che ha disputato la finale da Breganze.

## Albo d'oro gara a squadre
| Anno | Risultato | Liceo                              | Città                     |
| ---- | --------- | ---------------------------------- | ------------------------- |
| 2004 | Oro       | Liceo scientifico statale Leonardo | Brescia Italia            |
| 2005 | Oro       | Liceo Giovanni Marinelli           | Udine Italia              |
| 2006 | Oro       | Liceo Guglielmo Marconi            | Conegliano Italia         |
| 2007 | Oro       | Liceo Galeazzo Alessi              | Perugia Italia            |
| 2008 | Oro       | Liceo Guglielmo Marconi            | Carrara Italia            |
| 2009 | Oro       | Liceo Leonardo Da Vinci            | Treviso Italia            |
| 2010 | Oro       | Liceo Carlo Cattaneo               | Torino Italia             |
| 2011 | Oro       | Liceo Leonardo Da Vinci            | Treviso Italia            |
| 2012 | Oro       | Liceo Nicolò Copernico             | Brescia Italia            |
| 2013 | Oro       | Liceo Nicolò Copernico             | Brescia Italia            |
| 2014 | Oro       | Liceo Nicolò Copernico             | Brescia Italia            |
| 2015 | Oro       | Liceo Nicolò Copernico             | Brescia Italia            |
| 2016 | Oro       | Liceo scientifico statale Leonardo | Brescia Italia            |
| 2017 | Oro       | Liceo scientifico statale Leonardo | Brescia Italia            |
| 2018 | Oro       | Liceo scientifico Volta            | Milano Italia             |
| 2019 | Oro       | Liceo scientifico Volta            | Milano Italia             |
| 2020 | Oro       | Liceo scientifico Jacopo da Ponte  | Bassano del Grappa Italia |
| 2021 | Oro       | Liceo scientifico Volta            | Milano Italia             |
| 2022 | Oro       | Liceo scientifico Galileo Ferraris | Torino Italia             |
| 2023 | Oro       | Liceo scientifico Galileo Ferraris | Torino Italia             |
| 2024 | Oro       | Liceo scientifico Volta            | Milano Italia             |
| 2025 | Oro       | Liceo scientifico Cassini          | Genova Italia             |

## Albo d'oro gara a squadre femminile
| Anno | Risultato | Liceo                              | Città                    |
| ---- | --------- | ---------------------------------- | ------------------------ |
| 2018 | Oro       | Liceo scientifico Camillo Golgi    | Breno Italia             |
| 2019 | Oro       | Liceo scientifico Camillo Golgi    | Breno Italia             |
| 2020 | Oro       | Liceo Guglielmo Marconi            | Carrara Italia           |
| 2021 | Oro       | ISIS Magrini Marchetti             | Gemona del Friuli Italia |
| 2022 | Oro       | Liceo scientifico statale Leonardo | Brescia Italia           |
| 2023 | Oro       | Liceo Guglielmo Marconi            | Carrara Italia           |
| 2024 | Oro       | Liceo scientifico Volta            | Milano Italia            |
| 2025 | Oro       | Liceo scientifico Volta            | Milano Italia            |

## Curiosità
- Il vincitore di una medaglia d'oro alle Olimpiadi di Matematica e di una medaglia di bronzo alle IMO del 2002 Andrea Matiacic è frequentemente apparso alla trasmissione Affari tuoi nella veste di matematico della trasmissione.
- Le medaglie distribuite ai vincitori riportano la mascotte delle Olimpiadi, il personaggio Gnack, che è costruito quasi esclusivamente accostando figure geometriche.
- Il Liceo Copernico di Brescia ha ottenuto consecutivamente quattro vittorie nella classifica a squadre, sfiorando il primo posto nel 2016 per 13 punti. Tale gara è stata invece vinta dal Liceo Leonardo di Brescia.